# Gouvernement Orbán V
Pour les articles homonymes, voir gouvernement Orbán.
Hongrie
Orbán IV 
Le gouvernement Orbán V (en hongrois : Ötödik Orbán-kormány) est le gouvernement de la Hongrie depuis le 24 mai 2022, durant la 9e législature de l'Assemblée nationale.
Il est dirigé par Viktor Orbán, vainqueur des élections législatives avec une majorité des deux tiers pour la quatrième fois consécutive. Reposant sur une coalition de droite, il succède au gouvernement Orbán IV.

## Historique
Dirigé par le Premier ministre national-populiste sortant Viktor Orbán, ce gouvernement est constitué et soutenu par une coalition de droite entre le Fidesz-Union civique hongroise (Fidesz-MPSZ) et le Parti populaire démocrate-chrétien (KDNP). Ensemble, ils disposent de 135 députés sur 199, soit 67,8 % des sièges de l'Assemblée nationale.
Il est formé à la suite des élections législatives du 3 avril 2022.
Il succède donc au gouvernement Orbán IV, constitué et soutenu par une coalition identique.

### Formation
Au cours du scrutin, Viktor Orbán remporte un quatrième mandat consécutif. Alors que les sondages et les analyses attendaient un résultat serré avec la coalition unifiée de l'opposition, Unis pour la Hongrie, le Fidesz l'emporte avec une avance de près de vingt points de pourcentage.
Le 13 mai, à l'issue de consultations menées par Orbán, la liste des ministres est rendue publique.
Orbán est réélu par le Parlement le 16 mai et assermenté le jour même. Son gouvernement prend ses fonctions le 24 mai suivant.

## Composition
- Les nouveaux ministres sont indiqués en gras, ceux ayant changé d'attributions en italique.

| Portefeuille                                                                                          | Titulaire | Titulaire                                                               | Parti  |
| --- | --------- | ----------------------------------------------------------------------- | ------ |
| Premier ministre                                                                                      |           | Viktor Orbán                                                            | Fidesz |
| Vice-Premier ministre Chargé de la Politique nationale, des Minorités et des Affaires ecclésiastiques |           | Zsolt Semjén                                                            | KDNP   |
| Ministre de la Culture et de l'Innovation                                                             |           | János Csák                                                              | Sans   |
| Ministre, directeur des services du Premier ministre                                                  |           | Gergely Gulyás                                                          | Fidesz |
| Ministre des Travaux publics et des Investissements                                                   |           | János Lázár                                                             | Fidesz |
| Ministre de l'Agriculture                                                                             |           | István Nagy                                                             | Fidesz |
| Ministre du Développement économique                                                                  |           | Márton Nagy                                                             | Sans   |
| Ministre du Développement régional                                                                    |           | Tibor Navracsics                                                        | Fidesz |
| Ministre de la Technologie et de l'Industrie                                                          |           | László Palkovics (jusqu'au 13/11/2022)                                  | Sans   |
| Ministre de l'Énergie                                                                                 |           | Csaba Lantos (à partir du 01/12/2022)                                   | Sans   |
| Ministre de l'Intérieur                                                                               |           | Sándor Pintér                                                           | Sans   |
| Ministre, directeur de cabinet du Premier ministre                                                    |           | Antal Rogán                                                             | Fidesz |
| Ministre de la Défense                                                                                |           | Kristóf Szalay-Bobrovniczky                                             | Sans   |
| Ministre des Affaires étrangères et du Commerce                                                       |           | Péter Szijjártó                                                         | Fidesz |
| Ministre de la Justice                                                                                |           | Judit Varga (jusqu'au 31/07/2023) Bence Tuzson (à partir du 01/08/2023) | Fidesz |
| Ministre des Finances                                                                                 |           | Mihály Varga                                                            | Fidesz |